# Bellersen
Bellersen ist ein Ortsteil der Stadt Brakel im Kreis Höxter in Nordrhein-Westfalen und gehört somit zur Region Ostwestfalen-Lippe. In Bellersen leben 669 Einwohner (Stand: 31. Dezember 2020).
Bellersen ist staatlich anerkannter Erholungsort und wurde unter anderem durch seine Beschreibung in der Novelle Die Judenbuche von Annette von Droste-Hülshoff bekannt. Heute ist Bellersen Tourismus-Musterdorf des Landes Nordrhein-Westfalen. Es ist Dorf der Zukunft im Rahmen des ostwestfälischen OWL-Expoprojektes und gewann zahlreiche Preise.

## Geschichte
Eine erste schriftliche Erwähnung Bellersens ist als villa Baldereshusun im Jahr 1015 belegt. Damit gilt Bellersen als der älteste urkundlich erwähnte Kirchort im Bistum Paderborn. Wahrscheinlich ist der Ort schon im 9. Jahrhundert gegründet worden. Im Bruchtetal gelegen, diente Bellersen früh als Etappenort mit Gasthof eines mittelalterlichen Fernweges. Im Dreißigjährigen Krieg wurde Bellersen wie auch die gesamte Region stark verwüstet. Nach einer Phase der Erholung erhielt der Ort seine barocke Kirche, begonnen 1746. Nachdem es den Siebenjährigen Krieg überstanden hatte, wurde das Dorf mit 65 Häusern am 28. Juni 1794 fast vollständig zerstört.
Bellersen gehörte seit der Gründung zur weltlichen Herrschaft des Bistums Paderborn, ursprünglich im Herzogtum Sachsen. Ab dem 14. Jahrhundert bildete sich das Territorium Hochstift Paderborn im Heiligen Römischen Reich, das ab dem 16. Jahrhundert Teil des niederrheinisch-westfälischen Reichskreises war. Im Jahr 1802/03 wurde das Hochstift vom Königreich Preußen besetzt. Von 1807 bis 1813 bildete Bellersen eine Gemeinde im Kanton Brakel des Departements der Fulda im Königreich Westphalen und fiel dann an Preußen. 1816 kam die Gemeinde zum neuen Kreis Brakel und 1832 zum Kreis Höxter, in dem sie zum Amt Brakel gehörte. Am 1. Januar 1970 wurde Bellersen durch das Gesetz zur Neugliederung des Kreises Höxter in die Stadt Brakel eingegliedert.

## Das „Dorf B.“ der Judenbuche

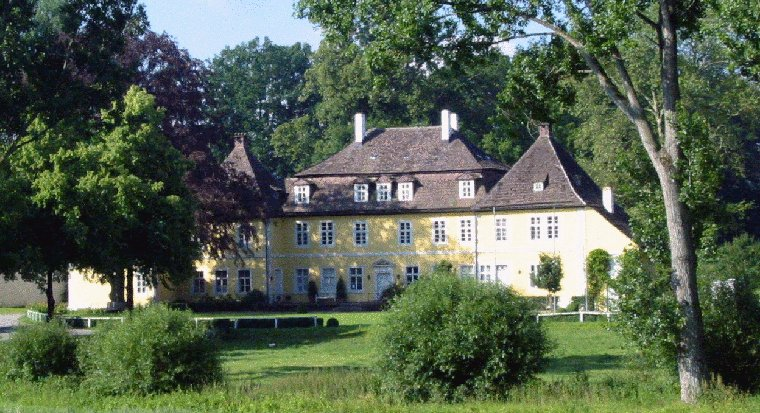
Literaturmuseum Bökerhof

Nicht nur literarisch bekannt wurde Bellersen als das „Dorf B.“ in der von Annette von Droste-Hülshoff verfassten Novelle Die Judenbuche. Zugrunde gelegen hatte eine wahre Begebenheit, die der Dichterin aus Erzählungen in ihrer Kindheit vertraut war – zunächst im Rahmen regelmäßiger Besuche in Bökendorf, einem unmittelbaren Nachbarort Bellersens, dem dortigen Schloss Bökerhof und letztlich auch durch Aufzeichnungen ihres Onkels August Franz von Haxthausen. Dieser hatte im Jahr 1818 unter dem Titel Geschichte eines Algierer Sklaven die zugrunde liegende Begebenheit aus dem Raum Bökendorf/Bellersen anhand von Aufzeichnungen in Gerichtsakten veröffentlicht.
Die reale Person hinter der literarischen Figur des Friedrich Mergel war der Bauernsohn Hermann Winkelhaus aus Bellersen, dem nach einem Mord an einem jüdischen Händler aus Ovenhausen die Flucht ins Ausland gelang. Dort wurde er kurz darauf versklavt und kehrte erst nach 25 Jahren in seinen Heimatort zurück, wo er sich anschließend das Leben durch Erhängen nahm. Aufgefunden wurde er von seiner Frau an der Buche, an der er zuvor den jüdischen Händler ermordet und die jüdische Gemeinschaft anschließend ein Zeichen in hebräischer Schrift eingeritzt hatte, welches die allgemeine Bevölkerung nicht zu deuten vermochte. Hermann Winkelhaus wurde trotz des Selbstmords in Bellersen katholisch beigesetzt.
Im Haus Krus, dem einstigen Wohnhaus des Archivars Horst-Dieter Krus in Bellersen, der sich eingehend mit den historischen Hintergründen der Novelle befasst hatte, zeigt ein kleines Museum die Umwelt und die Zeitläufte, in der sie spielt, sowie die Geschichte ihrer Rezeption.

## Kultur
Bellersen zeichnet sich durch eine aktive Dorfgemeinschaft aus, die sich eine „moderne“ Dorfgestaltung zum Ziel gesetzt hat. Im Rahmen des ländlichen Strukturwandels wurden zahlreiche Projekte zur Förderung des Fremdenverkehrs entwickelt, umgesetzt und zukünftige geplant. Unter organisatorischer Führung des Heimat- und Verkehrsvereins unterzog sich die Ortschaft insbesondere in den Jahren 1993–1996 einer deutlichen Wandlung. So wurden bis dato (Dezember 2008) zur Tourismusförderung die nachfolgenden Projekte verwirklicht und zahlreiche weitere Angebote geschaffen: Dorfbildverbesserung, Werkhaus mit vielseitigen Kursangeboten, Wohnmobilhafen, Urdorf-Ausstellung, Weg zur Erfahrung der Sinne, Agrarhistorischer Rundwanderweg, Dorfteich, historisches Backhaus mit regelmäßigen Backtagen, Kreativhof als private Künstlerwerkstatt, Ferienhausanlage Natur pur, Annette-von-Droste-Hülshoff-Wanderweg, Informationszentrum, Schaubrennerei, Beweidung der Grünflächen mit alten Haustierrassen, Angebot von Kutschfahrten und Lamatouren.
Im Jahr 2005 hat sich die Ortsgemeinde dazu entschlossen, sich mit Unterstützung des Regionalbüros Futour aus München zu einem „Archedorf“ zu entwickeln. Ziel ist es, die Ortsgemeinde mit Hilfe eines umfassenden Konzepts zur Kulturlandschafts- und Tourismusentwicklung zukunftsfähig zu machen und den Tourismus zu fördern. Die Planungen basieren insbesondere auf der Grundlage des Erhalts der heimischen Tier- und Pflanzenwelt, insbesondere gefährdeter Arten und deren Zurschaustellung für Besucher.
Das gemeinsame Streben der Ortsgemeinschaft nach konstruktiver Veränderung ging dem Zusammenschluss zum Bündnis Bellersen voraus. Am 3. Mai 2008 wurde diesem gemeinschaftlichen Geist vor dem Werkhaus Bellersen in Form einer leuchtenden Glasskulptur ein Denkmal gesetzt. Getreu dem Motto „Leuchtendes Vorbild“ fertigte die Ateliergemeinschaft Ingrid Heuchel und Georg Löschen eine Glasskulptur aus zwei Stelen an. Von denen sich jede einzelne aus vielen einzelnen Mosaiken zur Darstellung des Ganzen zusammensetzt, wie auch das Bündnis zur Umsetzung der gesteckten Ziele.
Das Vereinsleben Bellersens wird durch den Sportverein, Schützenverein, Musikverein, Katholische Frauengemeinschaft, MGV Concordia, Freiwillige Feuerwehr, Tennisverein, die Theatergruppe, den Reit- und Fahrverein Bruchtetal, die KAB Meinolfus Bellersen, den Heimat- und Verkehrsverein und die Messdienergemeinschaft dominiert.
Neben Sportveranstaltungen und -festen, gehört auch das Schützenfest zum alljährlichen Veranstaltungsprogramm der Ortsgemeinschaft.

## Gebäude
Ein ortsbildprägendes Gebäude ist die unter Denkmalschutz stehende katholische Pfarrkirche St. Meinolf.
Die alte Schule gegenüber der Kirche steht ebenso unter Denkmalschutz. Sie wurde in den letzten Jahren umfangreich renoviert.

## Preise
- Tourismus-Musterdorf des Landes Nordrhein-Westfalen
- „Dorf der Zukunft“ im Rahmen des gleichnamigen OWL-Expo-Projektes (EXPO 2000)
- staatlich anerkannter Erholungsort
- 2002 Siegerdorf im europäischen Dorferneuerungspreis
- 2000 Landessilberdorf und 2003 Landesgolddorf in Nordrhein-Westfalen im Landeswettbewerb „Unser Dorf hat Zukunft“
- 2004 Silberdorf im Bundeswettbewerb „Unser Dorf soll schöner werden – Unser Dorf hat Zukunft“
- 2006 einer von 365 ausgewählten besonderen Orten im Fußball WM-Projekt „Deutschland Land-der-Ideen“